# باشگاه ورزشی الحکمه
باشگاه ورزشی ساگس که در عربی با نام الحکمه شناخته می‌شود، یک باشگاه فوتبال مستقر در اشرفیه، منطقه‌ای در بیروت، لبنان است که در لیگ برتر لبنان رقابت می‌کند، و در درجه اول توسط جامعه مسیحیان مارونی حمایت می‌شود.
این باشگاه در سال ۱۹۴۳ با نام سرکل ده لا ساگس تأسیس شد. اگرچه آنها هیچ عنوان قهرمانی بزرگی کسب نکرده‌اند، الحکمه دو بار در لیگ برتر لبنان در سال ۲۰۰۲ دوم شد و در جام حذفی لبنان در سال ۲۰۰۶ و جام فدراسیون لبنان در سال ۲۰۰۴ فینالیست شد.